# (4401) Aditi
(4401) Aditi est un astéroïde Amor découvert le 14 octobre 1985 par l'astronome américaine Carolyn S. Shoemaker. Le lieu de découverte est l'observatoire Palomar (675). Sa désignation provisoire était 1985 TB.
Sa distance minimale d'intersection de l'orbite terrestre est de 0,329 658 ua.